# Unnur Steinsson
Unnur Steinsson (...) è un'ex modella islandese.
Ha vinto il titolo di Miss Islanda 1983 e si è classificata fra le prime cinque posizioni in occasione del concorso di bellezza internazionale Miss Mondo 1983. Ha inoltre rappresentato l'Islanda in occasione di Miss Universo nello stesso anno.
Unnur Steinsson è la madre di Unnur Birna Vilhjálmsdóttir, che ha vinto il concorso di Miss Islanda nel 2005 ed è diventata Miss Mondo 2005.
La Steinsson al momento della sua partecipazione a Miss Islanda 1983 era incinta di Unnur Birna Vilhjálmsdóttir di tre mesi, cosa che era strettamente vietata dal regolamento del concorso e le sarebbe potuto costare la squalifica.